# 17e cérémonie des Florida Film Critics Circle Awards
La 17e cérémonie des Florida Film Critics Circle Awards (FFCC Awards), décernés par le Florida Film Critics Circle, a eu lieu le 18 décembre 2012, et a récompensé les films réalisés dans l'année.

## Palmarès
- Meilleur film :
  - Argo

- Meilleur réalisateur :
  - Ben Affleck pour Argo

- Meilleur acteur :
  - Daniel Day-Lewis pour le rôle d'Abraham Lincoln dans Lincoln

- Meilleure actrice :
  - Jessica Chastain pour le rôle de Maya dans Zero Dark Thirty

- Meilleur acteur dans un second rôle :
  - Philip Seymour Hoffman pour le rôle de Lancaster Dodd dans The Master

- Meilleure actrice dans un second rôle :
  - Anne Hathaway pour le rôle de Fantine dans Les Misérables

- Meilleur scénario original :
  - Looper – Rian Johnson

- Meilleur scénario adapté :
  - Argo – Chris Terrio

- Meilleure direction artistique :
  - Anna Karénine (Anna Karenina)

- Meilleure photographie :
  - Skyfall – Roger Deakins

- Meilleurs effets visuels :
  - L'Odyssée de Pi (Life Of Pi)

- Meilleur film en langue étrangère :
  - Intouchables •  France

- Meilleur film d'animation :
  - Frankenweenie

- Meilleur film documentaire :
  - The Queen of Versailles

- Pauline Kael Breakout Award : (meilleure révélation)
  - Quvenzhané Wallis – Les Bêtes du sud sauvage (Beasts of the Southern Wild)